# Roderich Ptak
Roderich Ptak (* 25. November 1955 in Heilbronn) ist ein deutscher Sinologe.

## Leben
Er erwarb den M.A. in Volkswirtschaft (Guelph 1981), den Dr. phil. 1978 und 1985 den Dr. habil. in Sinologie (Heidelberg). 1983 wurde er wissenschaftlicher Mitarbeiter in Heidelberg, 1986 dort Professor auf Zeit (Sinologie), danach Heisenberg-Stipendiat, 1991 Professor für Chinesische Sprache und Kultur in Germersheim (Mainz), seit 1994 Ordinarius für Sinologie an der Universität München.

## Schriften (Auswahl)
- Exotische Vögel. Chinesische Beschreibungen und Importe. Wiesbaden 2006, ISBN 3-447-05314-3.
- Die maritime Seidenstraße. Küstenräume, Seefahrt und Handel in vorkolonialer Zeit. München 2007, ISBN 3-406-56189-6.
- Fujian – Penghu – Taiwan. Frühe Kontakte, nach Texten zusammengefaßt (ca. 200–1450 n.Chr.). Wiesbaden 2015, ISBN 978-3-447-10359-6.
- China und Asiens maritime Achse im Mittelalter. Konzepte, Wahrnehmungen, offene Frage. Berlin 2021.